# Basavanayeni, Piriyapatna
Basavanayeni là một làng thuộc tehsil Piriyapatna, huyện Mysore, bang Karnataka, Ấn Độ.